# Frederico Duarte
Frederico Fonseca Pires de Almeida Duarte, noto semplicemente come Frederico Duarte (Lisbona, 30 marzo 1999), è un calciatore portoghese, centrocampista del Wisła Cracovia.

## Caratteristiche tecniche
È un esterno sinistro.

## Carriera
È cresciuto nel settore giovanile dello Sporting Lisbona dove ha militato dal 2007 al 2017. Nei due anni seguenti ha giocato con Sacavenense e Vilafranquense collezionando le prime presenze nelle serie inferiori del calcio portoghese.
Nel gennaio del 2019 è stato ceduto in prestito al Panaitōlikos, che al termine della stagione lo ha acquistato a titolo definitivo; lascia il club nel 2024 per trasferirsi nella seconda divisione polacca al Wisła Cracovia.